# Мшана (Львівський район)
Мшáна — село в Україні, у Городоцькій міській об'єднаній територіальній громаді Львівського району Львівської області. Населення становить 2821 особа. Орган місцевого самоврядування — Мшанська сільська рада.

## Географія
Село Мшана розташоване біля залізниці та ріки Верещиці, за 12 км від міста Городка. Воно складається з кількох частин: Буяня, Зруб, Заглина, Кут, Кінець, Гора, Підстанція, Кашарня.

### Топоніми
За кількістю елементів інфраструктури, а це 33 вулиць з 1100 будинками.
Вулиці:
- Бандери Степана
- Верхня
- Вітовського Дмитра
- Вузька
- Григоренка
- Довбуша Олекси
- Довженка Олександра
- Залужна
- Заставини
- Зелена
- Івасюка Володимира
- Кашарня
- Комарня
- Коновальця Євгена
- Лесі Українки
- Миндик Юлії
- Миндика Юрія
- Мищик
- Нижня
- Нова
- Нова—2
- Пасічна
- Святкова
- Січинського Дениса
- Січових Стрільців
- Старий Зруб
- Стуса Василя
- Франка Івана
- Хмільовського
- Художня
- Чорновола Вячеслава
- Шевченка Тараса
- Шептицького Андрея

## Етимологія
Імовірно, що назва села походить від польського «msza» — служба Божа в костелі, тобто прибутки від села могли іти на потреби якоїсь латинської культової будівлі. Є також припущення про походження назви від слова «мох».

## Історія
Хоча перші письмові згадки про Мшану, як зазначено у енциклопедичному виданні «Історія міст і сіл Львівської області» (1978 року), відносяться до 1453 року, село без сумніву було обжите людьми у давніші часи. Очевидно, воно було заселене й за часів Київської Русі. На це вказує назва Острівець, яке згадувалося у селі в документах 1729 року. На ньому колись мало стояти укріплення з XIX—XII століть. Біля села є глибоке озеро, про яке легенда оповідає, що колись у цьому місці провалилося під землю село з церквою.
Станом на 1897 рік у селі, яке належало до Городоцького повіту Королівства Галичини, мешкало 1211 осіб, а також діяли поштове відділення й залізнична станція (імовірно, з цієї причини окремі довідники кінця XIX століття визначають Мшану як містечко).
В селі збудовані такі релігійні споруди - церква Введення в Храм Пресвятої Богородиці (УГКЦ), Свято-Введенський храм (ПЦУ) (вул. Івана Франка, 4, настоятель: протоієрей Олег Квасниця) та каплиця Святої Варвари (РКЦ) яка наразі знаходиться у занедбаному стані.

## Церква Введення в Храм Пресвятої Богородиці (УГКЦ)

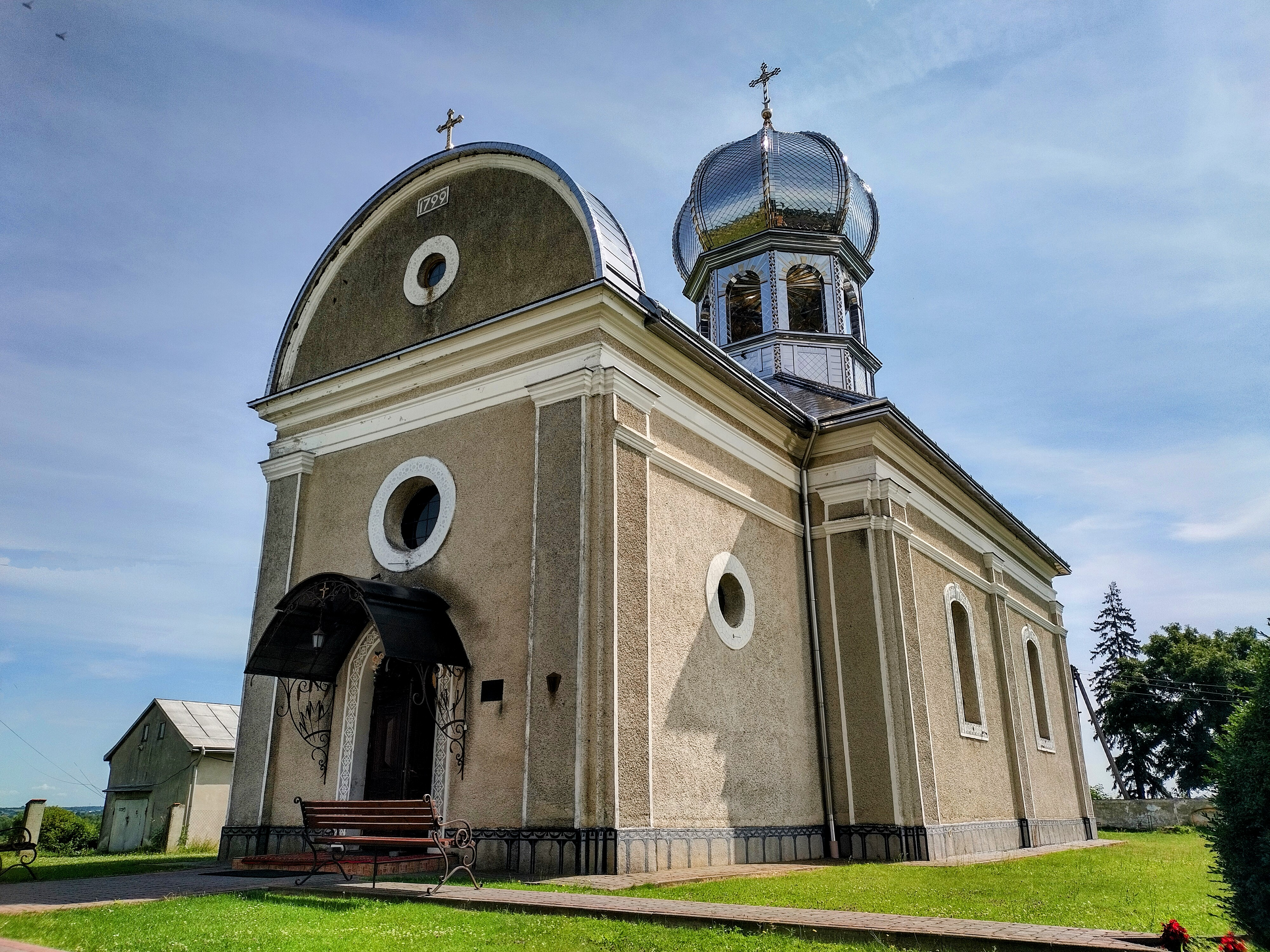
Церква Введення в Храм Пресвятої Богородиці

Відомо, що в квітні 1700 року власники села Антон та Катерина Стамеровські надали о. Теодору Корольовичу парафію в селі Мшана за те, що пообіцяв власним коштом збудувати церкву, якої тут не було (приблизно з 1648 року). За дев'ять років по тому власники села додали церкві луку Озерну та частку поля Обшар. 6 травня 1729 року власник Мшани та Мальчиць, львівський єпископ Атанасій Шептицький, на прохання о. Івана Корольовича надав церкві поле Острів та луку Озерну біля болота Сліпакового.
В акті візитації церкви 1740 року зазначено, що в селі було понад 30 сімей парафіян, кожна з яких мала давати парохові о. Івану Корольовичу по півмацкові зерна львівської міри. Восени 1749 року старенькому о. Корольовичу власник села, городоцький староста Юзеф Бєльський-Рабштинський надав помічника (сотрудника) — о. Івана Крижановського, який згодом став тут парохом, і був ним ще у 1769 році.
В акті церковної візитації 10 лютого 1765 року зазначено, що у Мшані було 86 родин парафіян. 1772 року був затвердженим на місцеву парафію о. Василь Стебницький.
У 1799 році власниця села графиня Анна Шептицька збудувала тут церкву. Про це зазначено і у монографії Фалькевича. В описі парафії 1811 року зазначено, що церква була вкрита бляхою і мала три бані. Дзвіниця була вимурувана у вигляді брами з тесаного каменю. Також на подвір'ї була вимурувана трупарня, де перед похороном мав перележати ніч небіжчик.
Стару місцеву церкву, оцінену на 75 золотих ринських, взяла домінія Мальчиць. Церкві належали 17 моргів ріллі та 36 моргів лук.
У 1832 році тут мешкало 687 греко-католиків, парохом був о. Євстахій Коцовський, а власником сільського фільварку Людвік Яблоновський. Через 70 років чисельність греко-католицької пастви зросла до 981 вірного.
У 1872 році парохом села був о. Іван Ілевич, який також викладав математику та фізику в одній з львівських гімназій.
У 1888 році в селі був збудований новий парафіяльний будинок. 23 березня 1897 року парохом у Мшану був призначений о. Лук'ян Січинський, який народився у 1849 році в селі Медведівці і в 1873 році став священиком.
У анкеті парафії з 1901 року зазначено, що церква тут мурована, покрита гонтом, а бані — бляхою. Реставрація її відбулася у 1900 році. На дзвіниці було 4 дзвони. В селі було 1536 душ греко-католиків, 281 римо-католиків, та 19 юдеїв.
У 1919 році помічник пароха о. Мар'ян Кузьмак був арештований поляками і поміщений у концтабір Домб'є біля Кракова. Разом з ним там були також о. Володимир Лотоцький з Повітна та Іван Нагурський з Каменоброду, велика група селян з Керниці.
23 травня 1930 року тут помер 81-річний о. Лук'ян Січинський. На його похорон до Мшани прибуло 17 священиків.
18 червня 1930 року тимчасовим парохом села був призначений о. Гнат Цегельський зі Львова. Влітку 1931 року на посаду пароха в село Мшана подали заяви 59 священиків; 16 листопада парохом був обраний о. Микола Хмільовський, який того часу був директором гімназії товариства «Рідна школа» у Золочеві. Йому була визначена місячна платня по 92 злотих. Оскільки часто хворів, щороку брав відпустку для лікування (Черче, Підлюте). Тому вже у 1932—1934-х роках у Мшані виконував обов'язки помічника пароха о. Омелян Квіт. Після нього певний час був о. Я. Єлиїв. З кінця 1945 року до липня 1949 року о. Микола Хмільовський був капітулярним вікарієм Львівської єпархії Греко-Католицької Церкви, тобто, фактично, виконував обов'язки єпископа. Заарештований у 1950 році радянською владою та засуджений до 10 років ув'язнення. Звільнений у 1954 році, отець Хмільовський підпільно продовжував служити греко-католицьким священиком у Мшані до своєї смерти у 1963 році.

## Відомі люди

### Народилися
- Софія Ілевич — українська піяністка, педагог, тета Гамерського Володимира.[6]
- Ярослав Омелян — український художник, громадський діяч.
- Роман Сивенький — український архітектор.

### Пов'язані з Мшаною
- Лука Долинський — виконав деякі роботи в сільському храмі.
- Степан Федак — зять о. Лукіяна Січинського, брав шлюб у селі[7].

### Парохи
- о. Ігнатій Цегельський — священик УГКЦ
- о. Микола Хмільовський — священик УГКЦ, діяч УГВР. Похований в селі.

## Галерея

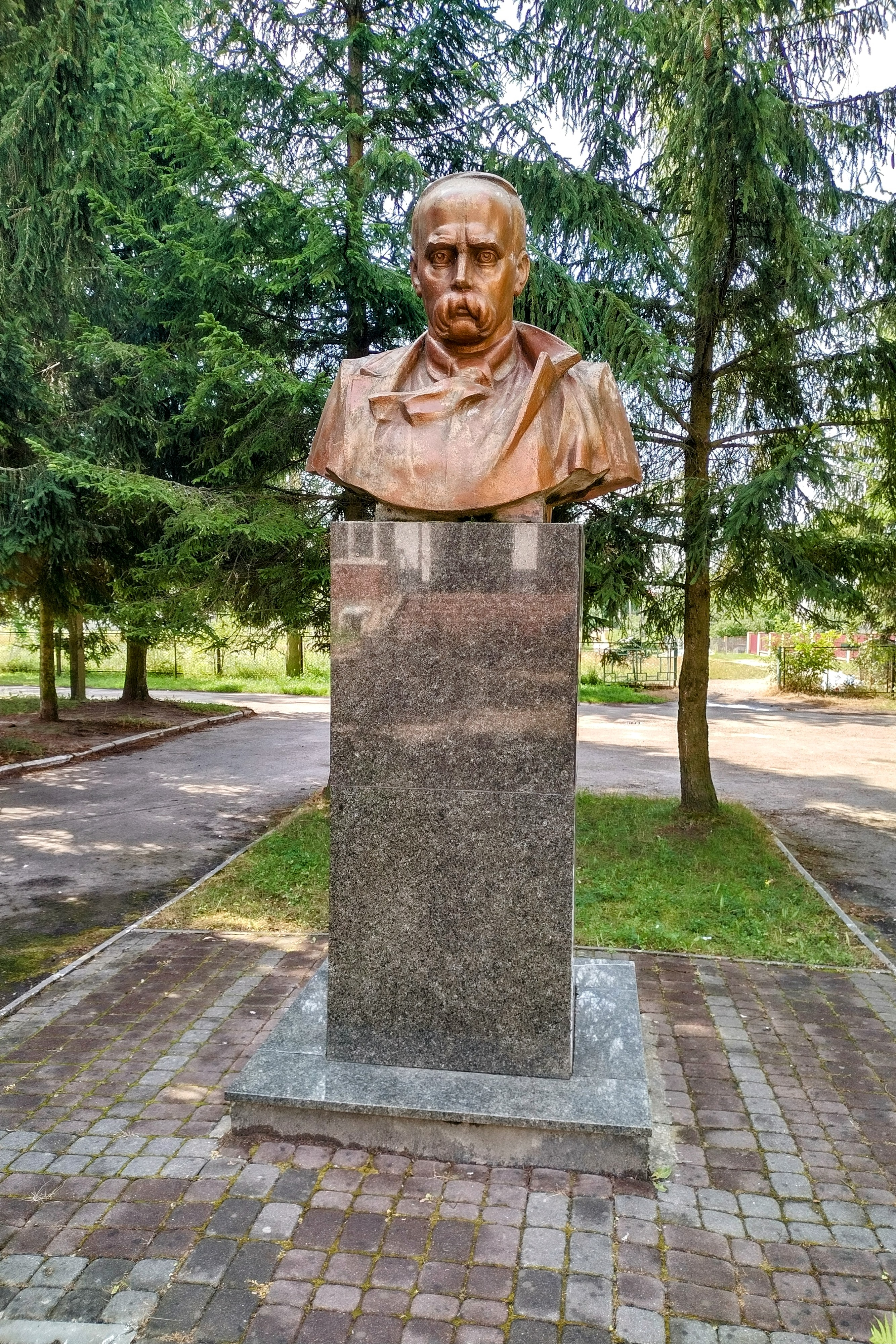
Погруддя Тарасові Шевченку
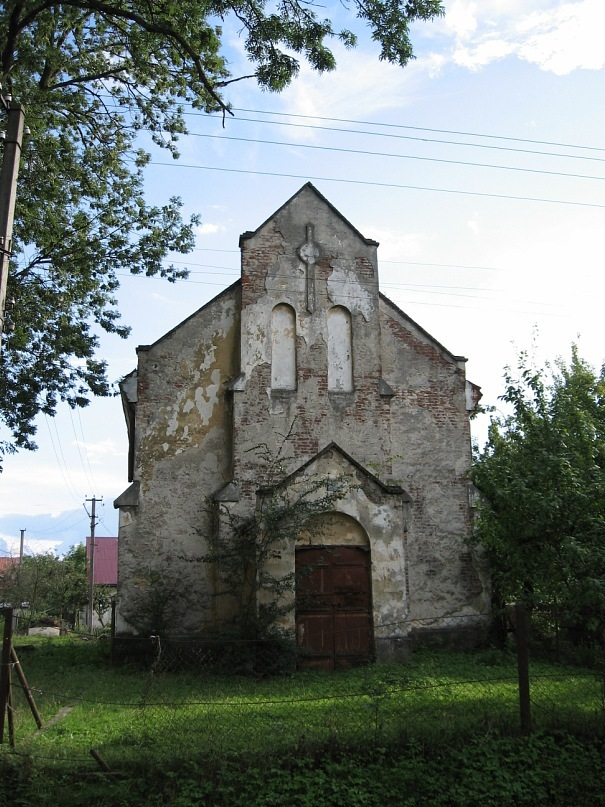
Каплиця Святої Варвари
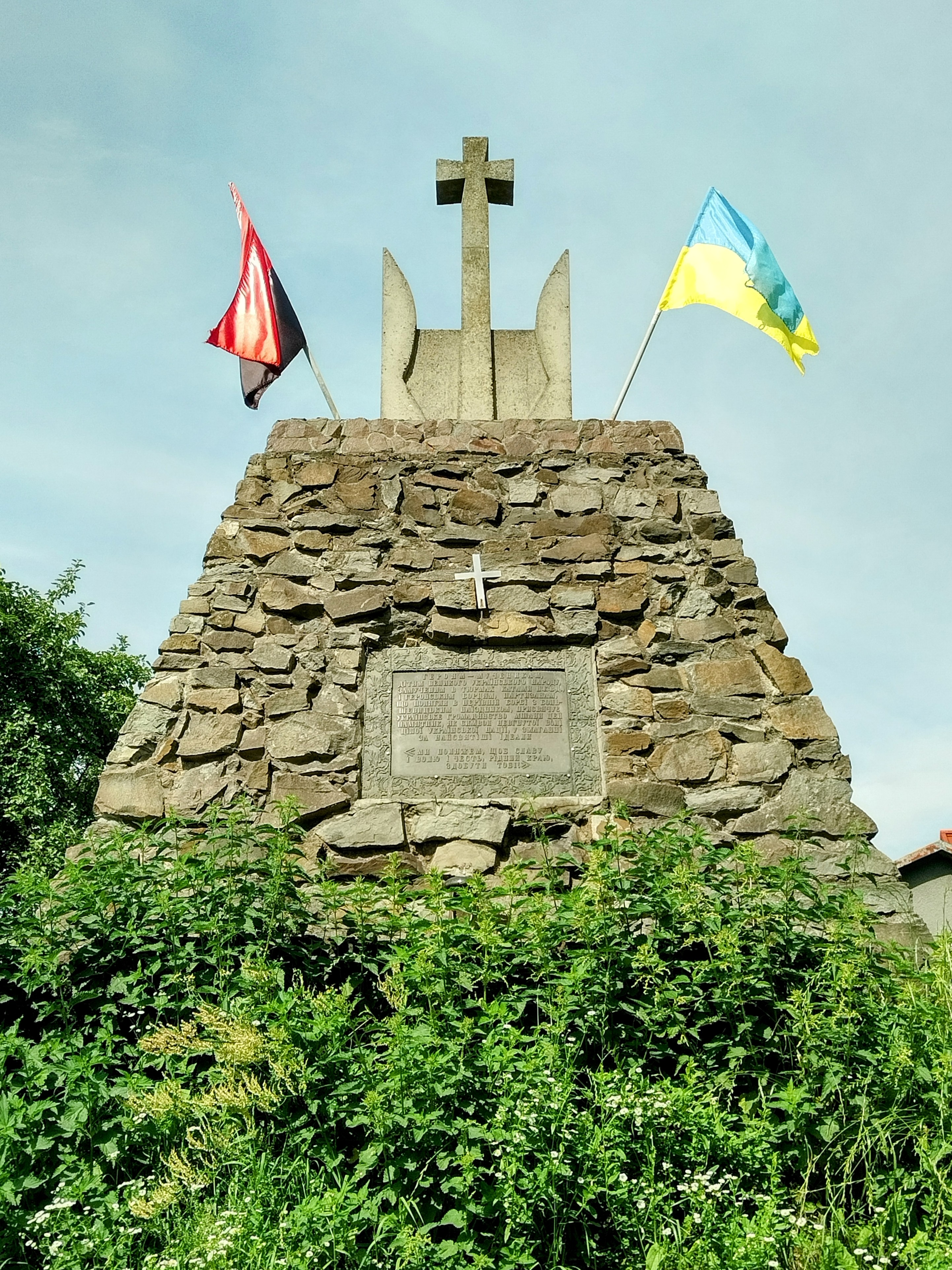
Меморіал "Борцям за волю України"
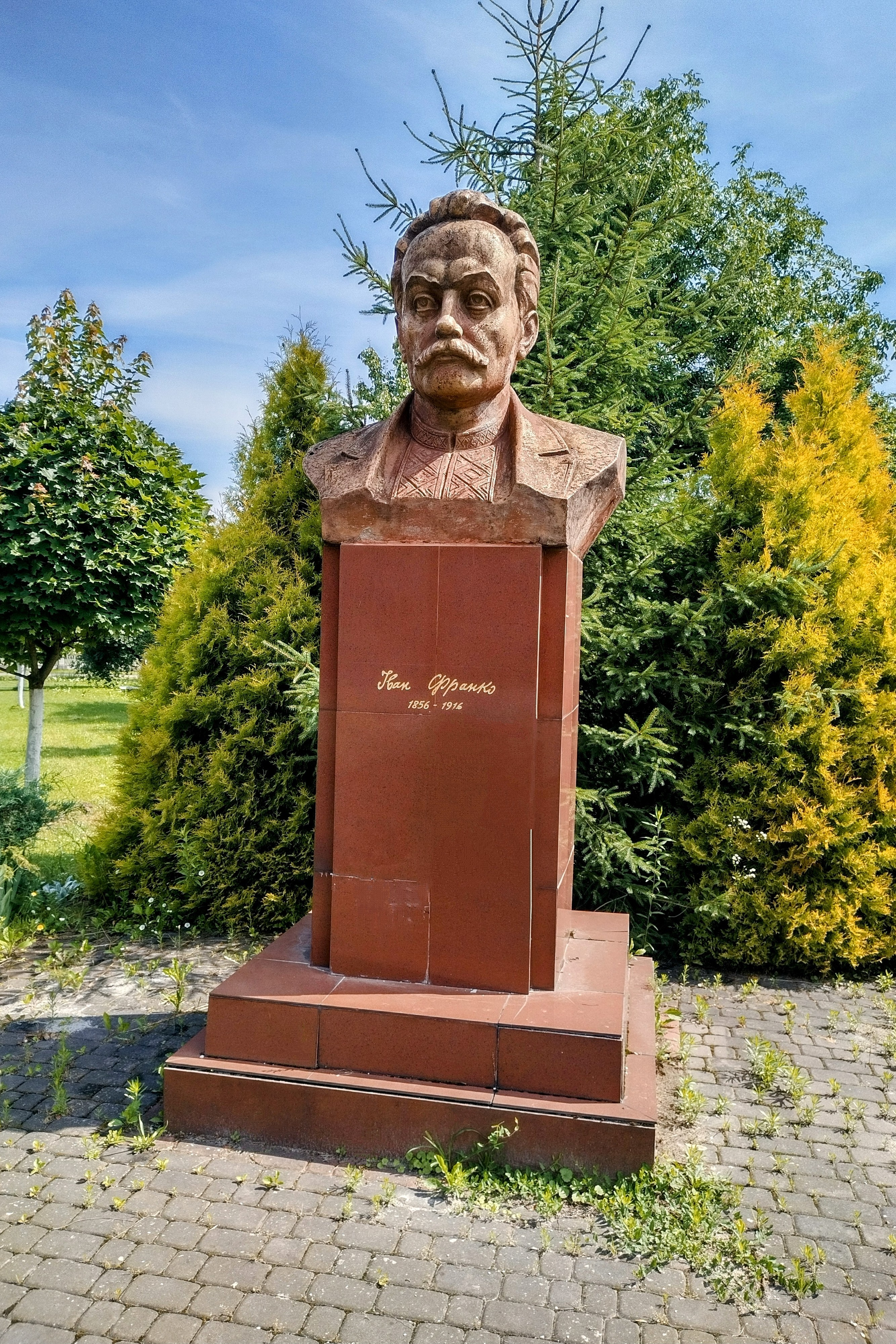
Погруддя Іванові Франку
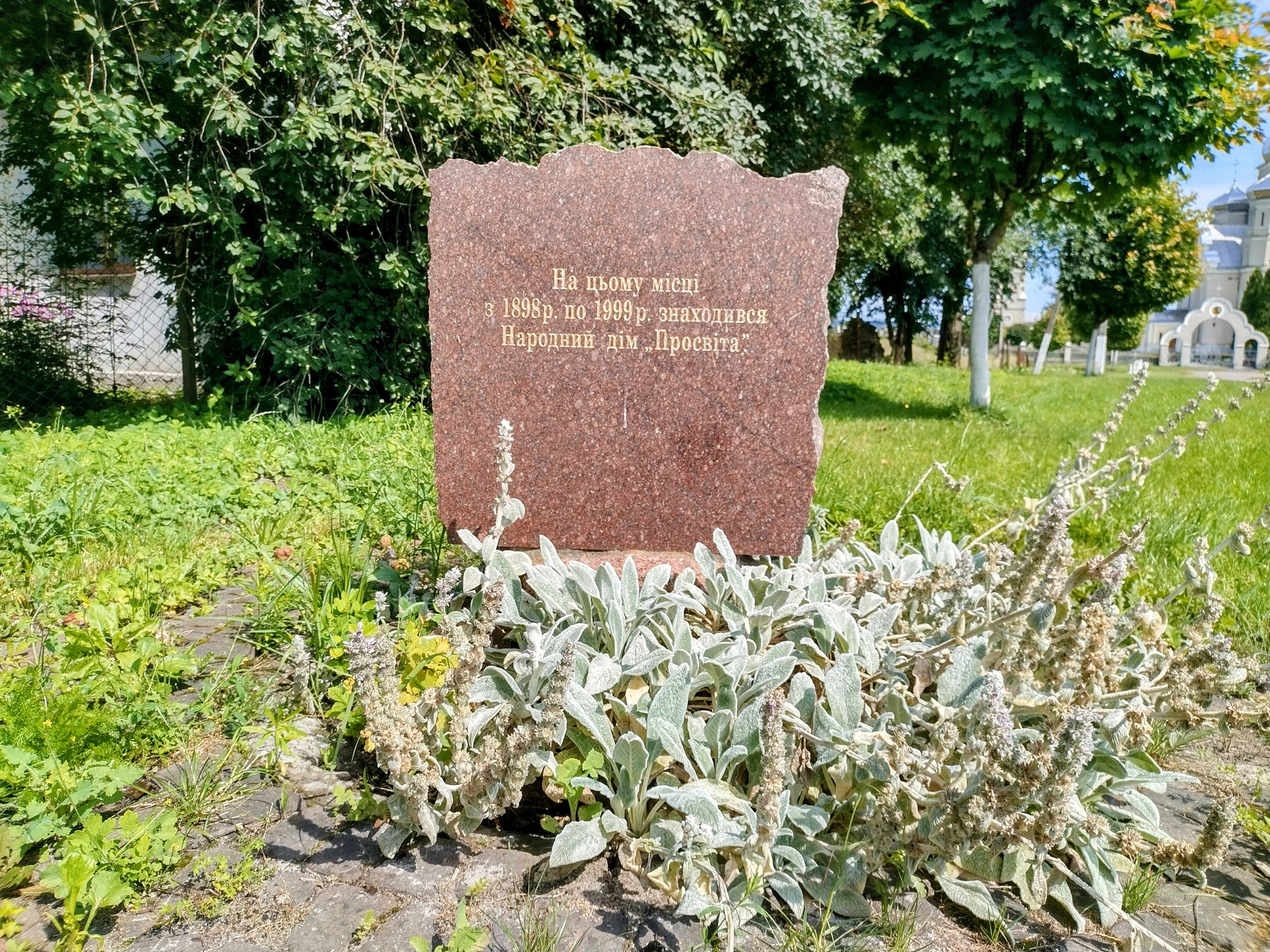
Пам'ятний знак на місті Народного будинку "Просвіта"
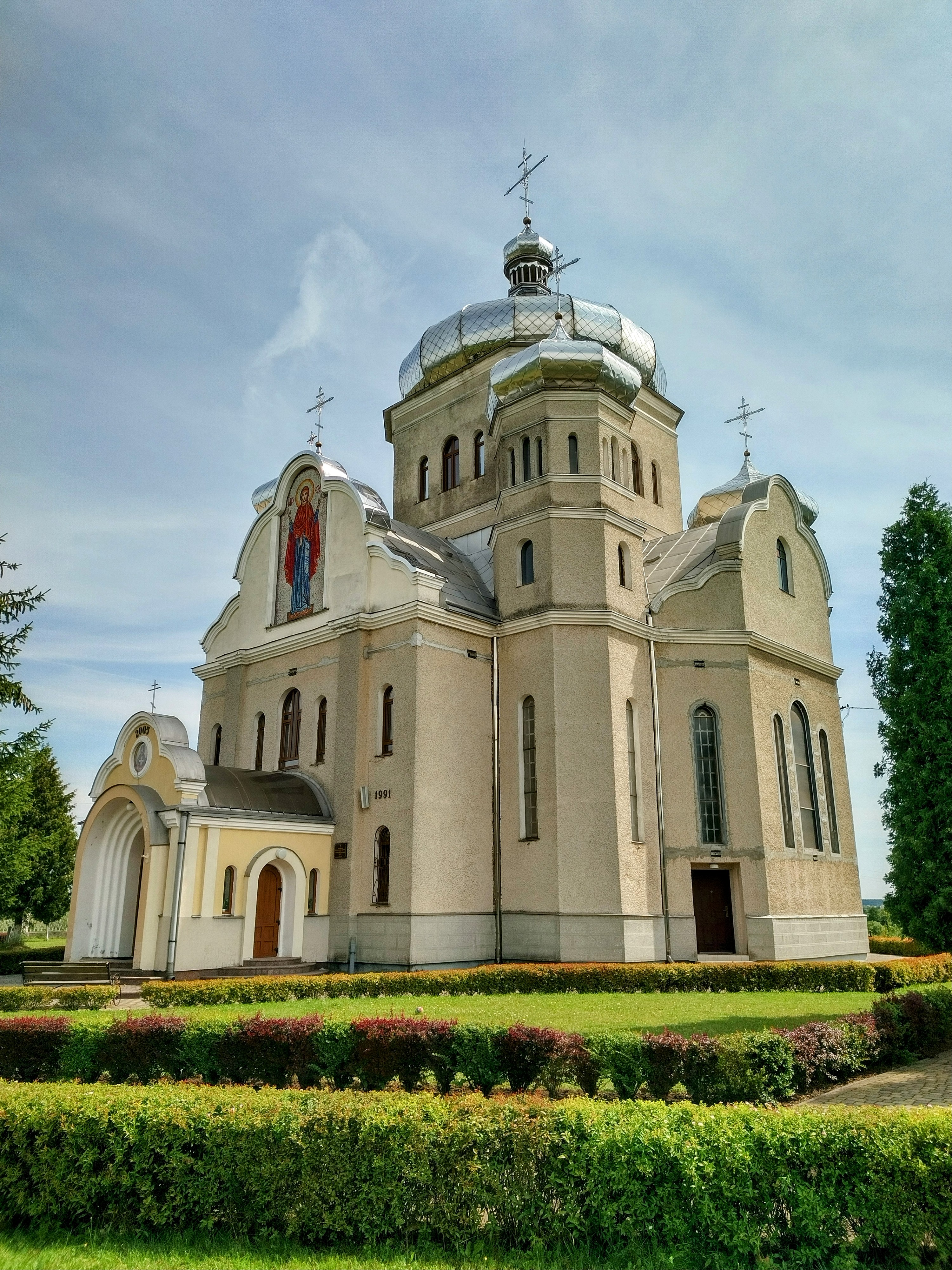
Свято-Введенський храм (ПЦУ)